# Rajd Świdnicki 2017

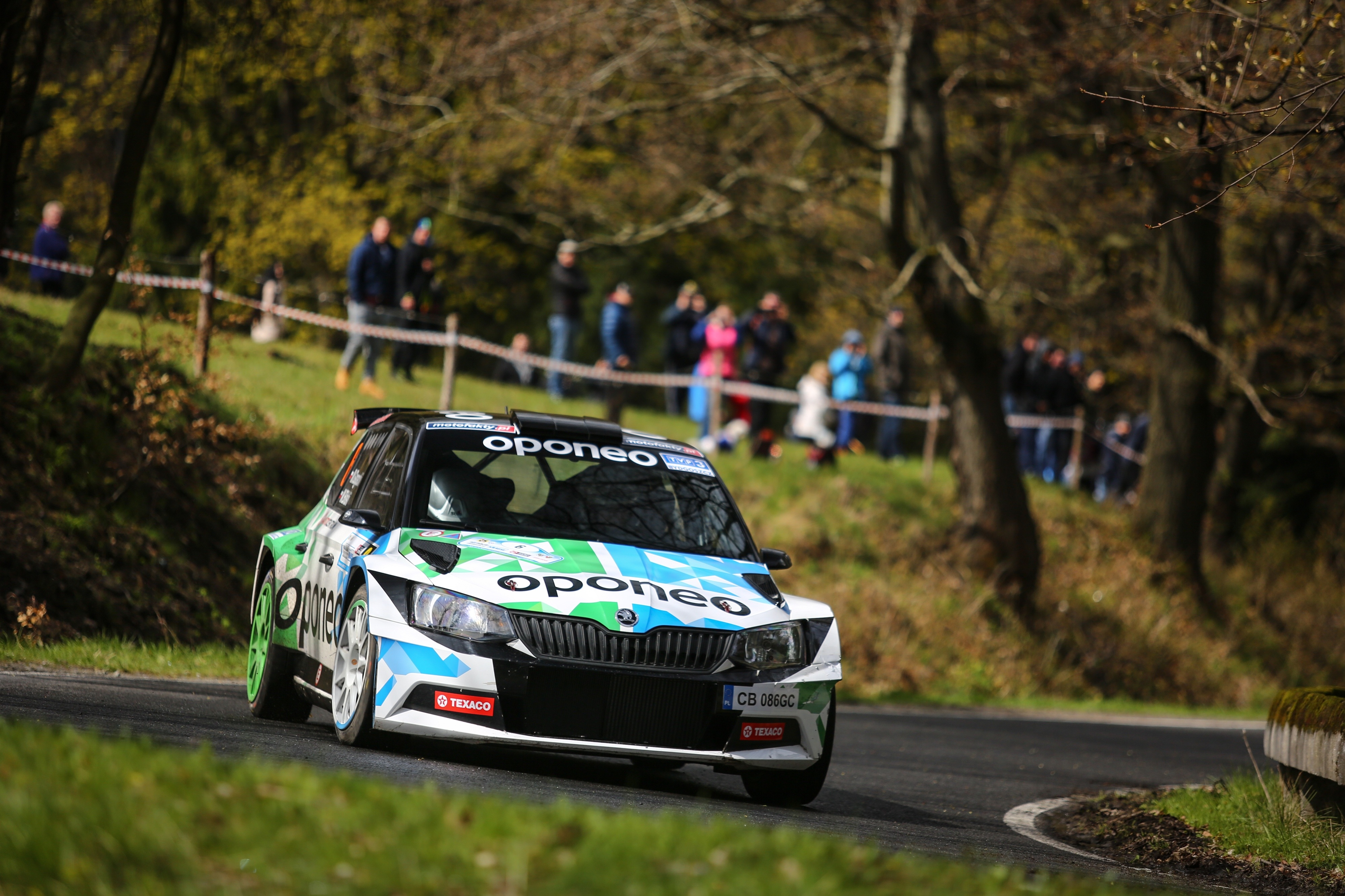
Marcin Gagacki podczas Rajd Świdnickiego w 2017 roku

45. Rajd Świdnicki KRAUSE – 45. edycja Rajdu Świdnickiego. To rajd samochodowy, który był rozgrywany od 21 do 23 kwietnia 2017 roku. Bazą rajdu było miasto Świdnica. Była to pierwsza runda Rajdowych Samochodowych Mistrzostw Polski w roku 2017.

## Wyniki końcowe rajdu
| Miejsce | Kierowca           | Pilot                | Samochód               | Czas      | Strata  | Grupa Klasa | Punkty |
| ------- | ------------------ | -------------------- | ---------------------- | --------- | ------- | ----------- | ------ |
| 1       | Filip Nivette      | Kamil Heller         | Škoda Fabia R5         | 1:18:14,6 | –       | 2           | 25+3   |
| 2       | Zbigniew Gabryś    | Artur Natkaniec      | Ford Fiesta R5         | 1:18:53,5 | +38,9   | 2           | 18     |
| 3       | Tomasz Kasperczyk  | Damian Syty          | Ford Fiesta R5         | 1:19:22,8 | +1:08,2 | 2           | 15+2   |
| 4       | Marcin Gagacki     | Marcin Bilski        | Škoda Fabia R5         | 1:20:06,7 | +1:52,1 | 2           | 12+1   |
| 5       | Dominykas Butvilas | Renatas Vaitkevičius | Škoda Fabia R5         | 1:21:04,9 | +2:50,3 | 2           | 10     |
| 6       | Hubert Maj         | Szymon Jasiński      | Ford Fiesta Proto      | 1:22:11,8 | +3:57,2 | Open N      | 8      |
| 7       | Mikołaj Marczyk    | Sebastian Dwornik    | Subaru Impreza STi N15 | 1:22:18,2 | +4:03,6 | Open N      | 6      |
| 8       | Marcin Słobodzian  | Jakub Wróbel         | Subaru Impreza STi N15 | 1:22:51,0 | +4:36,4 | Open N      | 4      |
| 9       | Jan Chmielewski    | Kamil Kozdroń        | BMW Compact F2000      | 1:23:57,3 | +5:42,7 | Open 2WD    | 2      |
| 10      | Jakub Brzeziński   | Szymon Marciniak     | Citroën DS3 R3T Max    | 1:24:01,7 | +5:47,1 | 3           | 1      |